# Toro, Tây Ban Nha

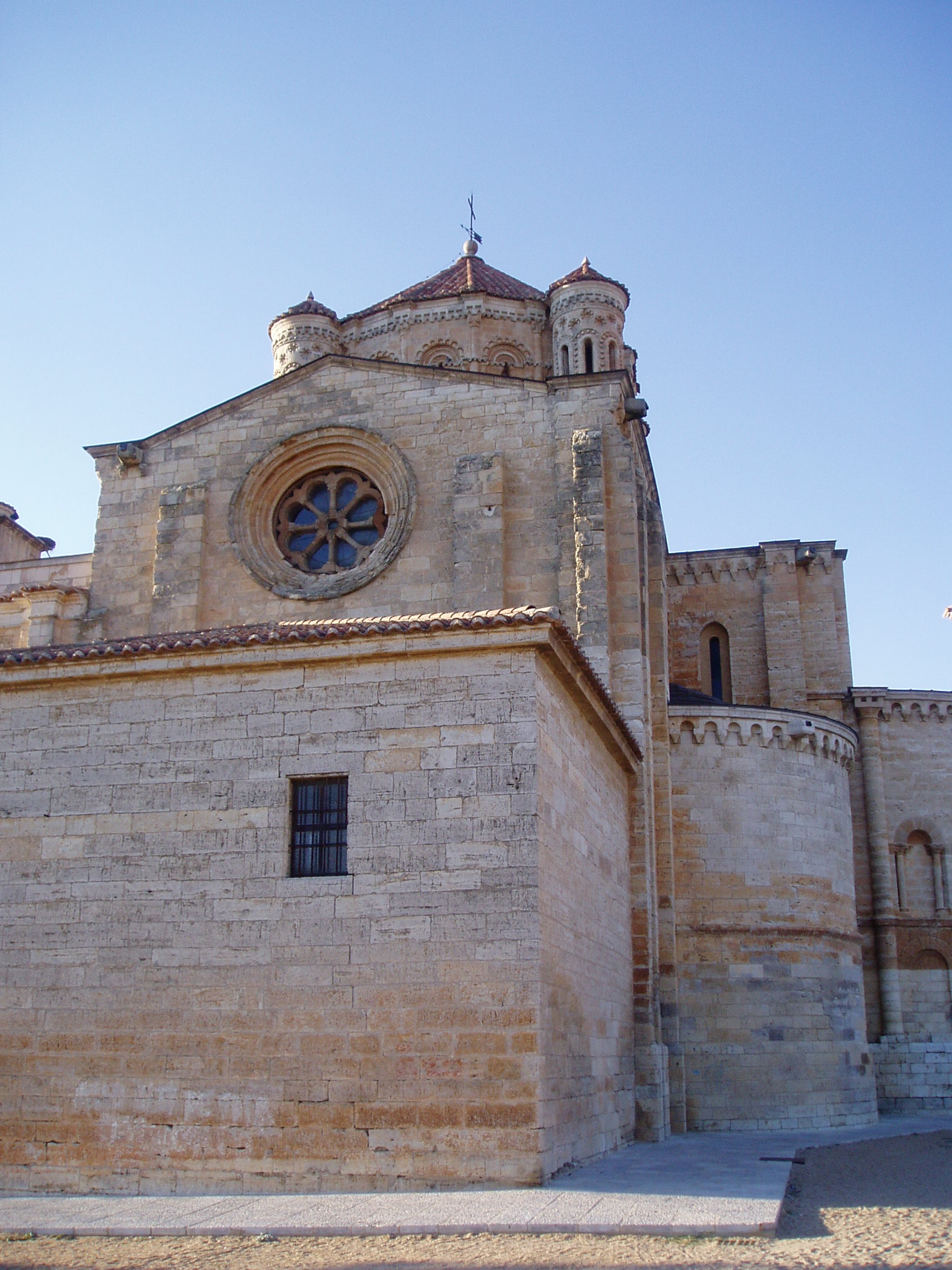
Collegiate church of Santa María la Mayor, Toro

Toro là một đô thị trong tỉnh Zamora, Castile và León, Tây Ban Nha.

## Dân số
Dân số theo INE đến 1 tháng 1 năm 2005, gồm 9.466 người.